# Ракетно-техническая база
Ракетно(Ремонтно)-техническая база (РТБ) (жарг. «головастики», «глухонемые») — воинская часть, предназначенная для работы с СБП (спецбоеприпасами) — ракетами, торпедами и другими боеприпасами с ядерной боевой частью. Военнослужащие РТБ выполняют хранение СБП и монтаж их на носителях — бомбардировщиках, подводных лодках и др., заправку боеприпасов после подвески топливом и окислителем, если таковые требуются.